# عبدالله ناصر السویدی
عبدالله ناصر السویدی، (به عربی: عبد الله ناصر السويدي) کارآفرین، سیاست‌مدار و مدیر ارشد اجرایی اماراتی است، که در حال حاضر به‌عنوان مدیر عامل اجرایی شرکت ادنوک (شرکت ملی نفت ابوظبی) و یکی از اعضای شورای عالی نفت امارات متحده عربی، فعالیت می‌کند. شرکت ادنوک هم‌اکنون به‌عنوان بزرگترین شرکت صنایع نفت و گاز امارات متحده عربی شناخته می‌شود.